# Mariano Velázquez de la Cadena
Mariano Velázquez de la Cadena  (* 28. Juni 1778 in Mexiko-Stadt; † 19. Februar 1860 in New York City) war ein US-amerikanischer Romanist und Hispanist mexikanischer Herkunft.

## Leben und Werk
Velázquez absolvierte Schule und Universität in Madrid. Er war im Dienst des spanischen Königshauses, verzichtete aber nach der Gefangensetzung Karl IV. 1808 auf den Aufenthalt in Spanien, ging angesichts der mexikanischen Wirren auch nicht in sein Heimatland zurück, sondern nach New York ins Exil und baute sich dort eine Existenz als Fremdsprachendidaktiker, Lexikograf und Spanischlehrer an der Columbia University auf.

## Werke (Auswahl)
- Elementos de la lengua inglesa para uso de los españoles, New York 1810
- Elementos de la lengua castellana, New York 1820, 1824, 1827
- The elements of the Spanish language simplified, New York 1831, 1935
- Heinrich Gottfried Ollendorff’s new method of learning to read, write, and speak, New York 1848
- A new Spanish reader, New York 1850
- Friedrich Funck, Anleitung zur Erlernung der spanischen Sprache, nach dem von Velasquez de la Cadena für Engländer verfassten Lehrbuch, Frankfurt a. M. 1851
- A pronouncing dictionary of the Spanish and English languages, 2 Bde., New York 1852. Bearbeitung durch Edward Gray [1849–1920], A new pronouncing dictionary of the Spanish and English languages, New York 1900; New revised Velázquez Spanish and English dictionary, Chicago 1959, London 1967
- Seoane's Neuman and Baretti by Velasquez. A pronouncing dictionary of the Spanish and English languages with the addition of more than 8000 words, idioms, New York 1853
- El gran diccionario inglés sin barreras Velázquez español-inglés, Los Angeles 1994
- New revised Velázquez Spanish and English dictionary, by Mariano Velázquez de la Cadena, and Edward Gray, and Juan L. Iribas; newly revised by Ida Navarro Hinojosa, Manuel Blanco-González, and R.J. Nelson, Clinton, N J. 1999
- Velázquez world wide Spanish-English dictionary. Spanish-English. Inglés-español, El Monte, Ca. 2004